# Liste des matchs de l'équipe d'Égypte de football par adversaire
Cette liste présente les matchs de l'équipe d'Égypte de football par adversaire rencontré. Lorsqu'une rivalité footballistique particulière existe entre l'Égypte et un autre pays, une page spécifique est parfois proposée.
- Haut – A
- B
- C
- D
- E
- F
- G
- H
- I
- J
- K
- L
- M
- N
- O
- P
- Q
- R
- S
- T
- U
- V
- W
- X
- Y
- Z

## A

### Afrique du Sud

#### Confrontations
Confrontations entre l'Afrique du Sud et l'Égypte :
|    | Date             | Lieu          | Match                   | Score | Compétition                                                  |
| -- | ---------------- | ------------- | ----------------------- | ----- | ------------------------------------------------------------ |
| 1  | 24 novembre 1995 | Mahikeng      | Afrique du Sud - Égypte | 2-0   | Match amical                                                 |
| 2  | 24 janvier 1996  | Johannesbourg | Afrique du Sud - Égypte | 0-1   | Coupe d'Afrique des nations 1996 (gr. A)                     |
| 3  | 28 février 1998  | Ouagadougou   | Égypte - Afrique du Sud | 2-0   | Coupe d'Afrique des nations 1998 (finale)                    |
| 4  | 16 décembre 1998 | Johannesbourg | Afrique du Sud - Égypte | 2-1   | Match amical                                                 |
| 5  | 10 novembre 2001 | Johannesbourg | Afrique du Sud - Égypte | 1-0   | Match amical                                                 |
| 6  | 15 novembre 2003 | Le Caire      | Égypte - Afrique du Sud | 2-1   | Match amical                                                 |
| 7  | 14 janvier 2006  | Le Caire      | Égypte - Afrique du Sud | 1-2   | Match amical                                                 |
| 8  | 15 novembre 2006 | Brentford     | Afrique du Sud - Égypte | 0-1   | Match amical                                                 |
| 9  | 26 mars 2011     | Johannesbourg | Afrique du Sud - Égypte | 1-0   | Qualifications à la Coupe d'Afrique des nations 2012 (gr. G) |
| 10 | 5 juin 2011      | Le Caire      | Égypte - Afrique du Sud | 0-0   | Qualifications à la Coupe d'Afrique des nations 2012 (gr. G) |
| 11 | 6 septembre 2016 | Johannesbourg | Afrique du Sud - Égypte | 1-0   | Match amical                                                 |
|    | 6 juillet 2019   | Le Caire      | Égypte - Afrique du Sud | 0-1   | Coupe d'Afrique des nations 2019 (1/8 de finale)             |

#### Bilan
- Total de matchs disputés :  12
- Victoires de l'Afrique du Sud : 7
- Match nul : 1
- Victoires de l'Égypte : 4
- Total de buts marqués par l'Afrique du Sud : 11
- Total de buts marqués par l'Égypte : 8

### Allemagne de l’Est
Confrontations entre l'équipe d'Allemagne de l'Est de football et l'équipe d'Égypte de football.
| Date             | Lieu                                  | Match        | Score | Compétition  |
| 4 septembre 1966 | Karl-Marx-Stadt ( Allemagne de l'Est) | RDA - Égypte | 6-0   | Match amical |
| 9 juillet 1969   | Rostock ( Allemagne de l'Est)         | RDA - Égypte | 7-0   | Match amical |
| 19 décembre 1969 | Le Caire ( Égypte)                    | Égypte - RDA | 1-3   | Match amical |
| 13 février 1989  | Le Caire ( Égypte)                    | Égypte - RDA | 0-4   | Match amical |
| 11 avril 1990    | Karl-Marx-Stadt ( Allemagne de l'Est) | RDA - Égypte | 2-0   | Match amical |

Bilan
- Total de matchs disputés : 5
- Victoires de la RDA : 5
- Victoires de l'Égypte : 0
- Matchs nuls : 0

### Angleterre
Confrontations entre l'Angleterre et l'Égypte :
| Date            | Lieu               | Match               | Score | Compétition         |
| 29 janvier 1986 | Le Caire Égypte    | Égypte - Angleterre | 0-4   | Match amical        |
| 21 juin 1990    | Cagliari Italie    | Angleterre - Égypte | 1-0   | Coupe du monde 1990 |
| 3 mars 2010     | Londres Angleterre | Angleterre - Égypte | 3-1   | Match amical        |

Bilan
- Total de matchs disputés : 3
- Victoires de l'équipe d'Angleterre : 3
- Victoires de l'équipe d'Égypte : 0
- Matchs nuls : 0

### Angola
Confrontations entre l'Angola et l'Égypte :
| Date            | Lieu                         | Match           | Score | Compétition                                |
| 11 octobre 1992 | Le Caire Égypte              | Égypte - Angola | 1-0   | Qualifications pour la Coupe du monde 1994 |
| 18 janvier 1993 | Luanda Angola                | Angola - Égypte | 0-0   | Qualifications pour la Coupe du monde 1994 |
| 15 janvier 1996 | Johannesbourg Afrique du Sud | Égypte - Angola | 2-1   | Coupe d'Afrique 1996                       |
| 13 janvier 2008 | Alverca do Ribatejo Portugal | Angola - Égypte | 3-3   | Match amical                               |
| 4 février 2008  | Kumasi Ghana                 | Égypte - Angola | 2-1   | Coupe d'Afrique 2008                       |

Bilan
- Total de matchs disputés : 5
- Victoires de l'équipe d'Angola : 0
- Victoires de l'équipe d'Égypte : 3
- Match nul : 2

### Arabie saoudite
Confrontations entre l'Arabie saoudite et l'Égypte :
| Date              | Lieu                   | Match                    | Score | Compétition                                         |
| 3 septembre 1961  | Casablanca Maroc       | Égypte - Arabie saoudite | 13-0  | Jeux panarabes de 1961                              |
| 9 juillet 1988    | Amman Jordanie         | Égypte - Arabie saoudite | 0-0   | Coupe arabe des nations de football 1998 (Groupe 1) |
| 17 septembre 1992 | Alep Syrie             | Égypte - Arabie saoudite | 3-2   | Coupe arabe des nations de football 1998 (Finale)   |
| 29 juillet 1999   | Mexico Mexique         | Arabie saoudite - Égypte | 5-1   | Coupe des confédérations 1999 (Groupe A)            |
| 14 mars 2005      | Dammam Arabie saoudite | Arabie saoudite - Égypte | 0-1   | Match amical                                        |
| 25 novembre 2007  | Le Caire Égypte        | Égypte - Arabie saoudite | 2-1   | Jeux panarabes de 2007                              |
| 25 juin 2018      | Volgograd Russie       | Arabie saoudite - Égypte | 2 -1  | Coupe du monde de 2018 (Groupe A)                   |

Bilan
- Total de matchs disputés : 7
- Victoire de l'équipe d'Arabie saoudite : 2
- Victoire de l'équipe d'Égypte : 4
- Match nul : 1

### Australie
Confrontations entre l'Australie et l'Égypte :
| Date         | Lieu               | Match              | Score         | Compétition  |
| 19 juin 1987 | Séoul Corée du Sud | Australie - Égypte | 0-0 (4-3 pen) | Match amical |

Bilan
- Total de matchs disputés : 1
- Victoires de l'équipe d'Australie : 0
- Victoires de l'équipe d'Égypte : 0
- Match nul : 1

## B

### Bolivie
Confrontations entre la Bolivie et l'Égypte :
| Date            | Lieu   | Match            | Score | Compétition                              |
| 25 juillet 1999 | Mexico | Bolivie - Égypte | 2-2   | Coupe des confédérations 1999 (Groupe A) |

Bilan
- Total de matchs disputés : 1
- Victoire de l'équipe de Bolivie : 0
- Victoire de l'équipe d'Égypte : 0
- Match nul : 1

### Brésil
Confrontations entre le Brésil et l'Égypte :
| Date          | Lieu         | Match           | Score | Compétition                              |
| 29 avril 1960 | Le Caire     | Égypte - Brésil | 0-5   | Match amical                             |
| 1er mai 1960  | Alexandrie   | Égypte - Brésil | 1-3   | Match amical                             |
| 6 juin 1960   | Le Caire     | Égypte - Brésil | 0-3   | Match amical                             |
| 17 mai 1963   | Le Caire     | Égypte - Brésil | 0-1   | Match amical                             |
| 15 juin 2009  | Bloemfontein | Brésil - Égypte | 4-3   | Coupe des confédérations 2009 (Groupe B) |

Bilan
- Total de matchs disputés : 5
- Victoire de l'équipe du Brésil : 5
- Victoire de l'équipe d'Égypte : 0
- Match nul : 0

### Cap-Vert
| Date            | Lieu    | Match             | Score | Compétition           |
| --------------- | ------- | ----------------- | ----- | --------------------- |
| 22 Janvier 2024 | Abidjan | Cap-Vert - Égypte | 2-2   | CAN 2024 ( Groupe B ) |

## C

### Comores

#### Confrontations
Confrontations entre l'Égypte et les Comores :
|   | Date             | Lieu     | Match            | Score | Compétition                                                  |
| - | ---------------- | -------- | ---------------- | ----- | ------------------------------------------------------------ |
| 1 | 18 novembre 2019 | Moroni   | Comores - Égypte | 0-0   | Qualifications à la Coupe d'Afrique des nations 2021 (gr. G) |
|   | 9 novembre 2020  | Le Caire | Égypte - Comores | 4–0   | Qualifications à la Coupe d'Afrique des nations 2021 (gr. G) |

#### Bilan
Au 22 novembre 2019 :
- Total de matchs disputés : 2
- Victoires de l'Égypte : 1
- Matchs nuls : 1
- Victoires des Comores : 0
- Total de buts marqués par l'Égypte : 4
- Total de buts marqués par les Comores : 0

## E

### Émirats arabes unis

#### Confrontations
Confrontations entre les Émirats arabes unis et l'Égypte :
|   | Date             | Lieu      | Match                        | Score           | Compétition  |
| - | ---------------- | --------- | ---------------------------- | --------------- | ------------ |
| 1 | 6 février 1994   | Dubaï     | Émirats arabes unis - Égypte | 0-1             | Match amical |
| 2 | 22 mars 1996     | Dubaï     | Émirats arabes unis - Égypte | 0-0             | Match amical |
| 3 | 6 janvier 2001   | Le Caire  | Égypte - Émirats arabes unis | 2-1             | Match amical |
| 4 | 16 décembre 2002 | Abou Dabi | Émirats arabes unis - Égypte | 1-2             | Match amical |
| 5 | 31 juillet 2005  | Genève    | Égypte - Émirats arabes unis | 0-0 (tab : 5-4) | Match amical |

#### Bilan
Au 12 avril 2019 :
- Total de matchs disputés : 5
- Victoires des Émirats arabes unis : 0
- Match nul : 2
- Victoires de l'Égypte : 3
- Total de buts marqués par les Émirats arabes unis : 2
- Total de buts marqués par l'Égypte : 5

### Espagne
Confrontations entre l'équipe d'Égypte de football et l'équipe d'Espagne de football.
| Date        | Lieu          | Match            | Score | Compétition |
| 3 juin 2006 | Elche Espagne | Espagne - Égypte | 2-0   | amical      |

Bilan
- Total de matchs disputés : 1
- Victoires de l'équipe d'Espagne : 1
- Victoires de l'équipe d'Égypte : 0
- Matchs nuls : 0

### États-Unis
Confrontations entre l'Égypte et les États-Unis :
| Date         | Lieu       | Match               | Score | Compétition                              |
| 21 juin 2009 | Rustenburg | Égypte - États-Unis | 0-3   | Coupe des confédérations 2009 (Groupe B) |

Bilan
- Total de matchs disputés : 1
- Victoire de l'équipe d'Égypte : 0
- Victoire de l'équipe des États-Unis : 1
- Match nul : 0

## F

### France
Confrontations entre l'équipe de France de football et l'équipe d'Égypte de football
| Date          | Lieu               | Match           | Score | Compétition |
| 30 avril 2003 | Saint-Denis France | France - Égypte | 5-0   | amical      |

Bilan
- Total de matchs disputés : 1
- Victoires de l'équipe de France : 1
- Matchs nuls : 0
- Victoires de l'équipe d'Égypte : 0
- Total de buts marqués par l'équipe de France : 5
- Total de buts marqués par  l'équipe d'Égypte : 0

## G

### Guinée-Bissau
| Date            | Lieu     | Match                  | Score | Compétition             |
| --------------- | -------- | ---------------------- | ----- | ----------------------- |
| 15 Janvier 2022 | Garoua   | Guinée-Bissau - Égypte | 0-1   | CAN 2022 (Groupe D )    |
| 10 Juin 2024    | Bissau   | Guinée-Bissau - Égypte |       | FIFA 2026 Qualification |
| 13 Octobre 2024 | Le caire | Égypte - Guinée-Bissau |       | FIFA 2026 Qualification |

## GHANA
| Date             | Lieu        | Match          | Score | Compétition             |
| ---------------- | ----------- | -------------- | ----- | ----------------------- |
| 14 octobre 2013  | Acra        | Ghana - Egypte | 6-1   | Qualification FIFA 2014 |
| 18 Novembre 2013 | Le caire    | Égypte - Ghana | 2-1   | Qualification FIFA 2014 |
| 13 Novembre 2016 | Le caire    | Égypte - Ghana | 2-0   | Qualification FIFA 2018 |
| 25 Janvier 2017  | Port-Gentil | Égypte - Ghana | 1-0   | CAN 2017 ( Groupe D )   |
| 12 Novembre 2017 | Acra        | Ghana - Egypte | 1-1   | Qualification FIFA 2018 |
| 18 Janvier 2024  | Abidjan     | Egypte - Ghana | 2-2   | CAN 2024 ( Groupe B )   |

### Hongrie
Confrontations entre l'équipe d'Égypte de football et l'équipe de Hongrie de football en matchs officiels :
| Date        | Lieu   | Match            | Score | Compétition                      |
| 27 mai 1934 | Naples | Hongrie - Égypte | 4-2   | Coupe du monde 1934 (1/8 finale) |

Bilan
- Total de matchs disputés : 1
- Victoires de l'équipe d'Égypte : 0
- Matchs nuls : 0
- Victoires de l'équipe de Hongrie : 1
- Total de buts marqués par l'équipe d'Égypte : 2
- Total de buts marqués par  l'équipe de Hongrie : 4

## I

### Italie
Confrontations entre l'Égypte et l'Italie :
| Date             | Lieu               | Match           | Score | Compétition                                              |
| 28 août 1920     | Gand Belgique      | Italie - Égypte | 2-1   | Jeux olympiques d'été de 1920 (1er tour)                 |
| 9 juin 1928      | Amsterdam Pays-Bas | Italie - Égypte | 11-3  | Jeux olympiques d'été de 1928 (Match pour la 3ème place) |
| 13 novembre 1953 | Le Caire Égypte    | Égypte - Italie | 1-2   | Qualifications pour la Coupe du monde 1954               |
| 24 janvier 1954  | Milan Italie       | Italie - Égypte | 5-1   | Qualifications pour la Coupe du monde 1954               |
| 18 juin 2009     | Johannesbourg      | Égypte - Italie | 1-0   | Coupe des confédérations 2009 (Groupe B)                 |

Bilan
- Total de matchs disputés : 1
- Victoire de l'équipe d'Égypte : 1
- Victoire de l'équipe d'Italie : 4
- Match nul : 0

## J

### Japon
Confrontations entre l'Égypte et le Japon :
| Date            | Lieu  | Match          | Score | Compétition  |
| 28 octobre 1998 | Ōsaka | Japon - Égypte | 1-0   | Match amical |
| 17 octobre 2007 | Ōsaka | Japon - Égypte | 4-1   | Match amical |

Bilan
Total de matchs disputés : 2
- Victoires de l'équipe du Japon : 2
- Match nul : 0
- Victoire de l'équipe d'Égypte : 0

## L

### Lebanon
Liste des confrontations Officielle 
| Date      | Liue | Match          | Score | Compétition   |
| --------- | ---- | -------------- | ----- | ------------- |
| 1/12/2021 | Doha | Égypte-Lebanon | 1-0   | Arab Cup 2021 |

### Libye
Confrontations entre l'Égypte et la Libye :
| Date        | Lieu            | Match          | Score | Compétition  |
| 5 juin 2017 | Le Caire Égypte | Égypte - Libye | 1-0   | Match amical |

Bilan
Total de matchs disputés : 1
- Victoires de l'équipe d'Égypte : 1
- Match nul : 0
- Victoires de l'équipe de Libye : 0

## M

### Maroc
| Date            | Lieu                                      | Match          | Score | Compétition                                                      |
| --------------- | ----------------------------------------- | -------------- | ----- | ---------------------------------------------------------------- |
| 14 mars 1971    | Casablanca Maroc                          | Maroc - Égypte | 3-0   | Qualifications à la Coupe d'Afrique des nations de football 1972 |
| 21 mars 1971    | Le Caire Égypte                           | Égypte - Maroc | 3-2   | Qualifications à la Coupe d'Afrique des nations de football 1972 |
| 9 mars 1976     | Addis-Abeba Éthiopie                      | Maroc - Égypte | 2-1   | Coupe d'Afrique des nations de football 1976                     |
| 21 mars 1980    | Lagos Nigeria                             | Maroc - Égypte | 2-0   | Coupe d'Afrique des nations de football 1980                     |
| 12 juillet 1985 | Le Caire Égypte                           | Égypte - Maroc | 0-0   | Tours préliminaires à la Coupe du monde de football 1986         |
| 28 juillet 1985 | Casablanca Maroc                          | Maroc - Égypte | 2-0   | Tours préliminaires à la Coupe du monde de football 1986         |
| 17 mars 1986    | Le Caire Égypte                           | Égypte - Maroc | 1-0   | Coupe d'Afrique des nations de football 1986                     |
| 8 novembre 1992 | Casablanca Maroc                          | Maroc - Égypte | 0-0   | Qualifications à la Coupe d'Afrique des nations de football 1994 |
| 11 juillet 1993 | Le Caire Égypte                           | Égypte - Maroc | 1-1   | Qualifications à la Coupe d'Afrique des nations de football 1994 |
| 6 octobre 1996  | Le Caire Égypte                           | Égypte - Maroc | 1-1   | Qualifications à la Coupe d'Afrique des nations de football 1998 |
| 21 juin 1997    | Rabat Maroc                               | Maroc - Égypte | 1-0   | Qualifications à la Coupe d'Afrique des nations de football 1998 |
| 17 février 1998 | Ouagadougou Burkina Faso                  | Maroc - Égypte | 1-0   | Coupe d'Afrique des nations de football 1998                     |
| 28 janvier 2001 | Le Caire Égypte                           | Égypte - Maroc | 0-0   | Tours préliminaires à la Coupe du monde de football 2002         |
| 30 juin 2001    | Rabat Maroc                               | Maroc - Égypte | 1-0   | Tours préliminaires à la Coupe du monde de football 2002         |
| 24 janvier 2006 | Le Caire Égypte                           | Égypte - Maroc | 0-0   | Coupe d'Afrique des nations de football 2006                     |
| 29 janvier 2017 | Stade de Port-Gentil, Port-Gentil\| Gabon | Égypte - Maroc | 1-0   | Coupe d'Afrique des nations de football 2017                     |
| 30 Janvier 2022 | Yaoundé Cameroun                          | Égypte - Maroc | 2-1   | CAN 2022                                                         |

Bilan
- Total de matchs disputés : 17
- Victoires de l'équipe du Maroc : 7
- Victoires de l'Équipe d'Égypte : 4
- Matchs nuls : 6

### Maurice
| Date           | Lieu             | Match            | Score | Compétition                                     |
| 20 avril 2000  | Égypte           | Maurice - Égypte | 0-2   | Qualifications Coupe du monde 2002              |
| 23 avril 2000  | Égypte           | Égypte - Maurice | 4-2   | Qualifications Coupe du monde 2002              |
| 29 mars 2003   | Maurice          | Maurice - Égypte | 0-1   | Qualifications Coupe d'Afrique des nations 2004 |
| 8 juin 2003    | Égypte           | Égypte - Maurice | 7-0   | Qualifications Coupe d'Afrique des nations 2004 |
| 2 octobre 2009 | Le Caire, Égypte | Égypte - Maurice | 4-0   | Match amical                                    |

### Mexique
Confrontations entre le Mexique et l'Égypte :
| Date            | Lieu   | Match            | Score | Compétition                              |
| 27 juillet 1999 | Mexico | Mexique - Égypte | 2-2   | Coupe des confédérations 1999 (Groupe A) |

Bilan
- Total de matchs disputés : 1
- Victoire de l'équipe du Mexique : 0
- Victoire de l'équipe d'Égypte : 0

### Mozambique
| Date            | Lieu           | Match               | Score | Compétition                       |
| --------------- | -------------- | ------------------- | ----- | --------------------------------- |
| 13 Mars 1986    | Cairo          | Égypte - Mozambique | 2/0   | CAN 1986 (Groupe A )              |
| 10 Février 1998 | Bobo-Dioulasso | Égypte - Mozambique | 2/0   | CAN 1998 (Groupe D )              |
| 16 janvier 2010 | Benguela,      | Égypte - Mozambique | 2/0   | CAN 2010 (Groupe C )              |
| 31 Mai 2012     | Cairo          | Égypte - Mozambique | 2/0   | Qualification coupe du Monde 2010 |
| 16 Juin 2013    | Maputo         | Mozambique - Égypte | 0/1   | Qualification coupe du Monde 2010 |
| 14 Janvier 2024 | Abidjan        | Égypte - Mozambique | 2-2   | CAN 2024 ( Groupe B )             |

## O

### Ouganda

#### Confrontations
Confrontations entre l'Ouganda et l'Égypte :
|    | Date             | Lieu        | Match                           | Score | Compétition                                                      |
| -- | ---------------- | ----------- | ------------------------------- | ----- | ---------------------------------------------------------------- |
| 1  | 18 janvier 1962  | Addis-Abeba | République arabe unie - Ouganda | 2-1   | Coupe d'Afrique des nations 1962 (demi-finale)                   |
| 2  | 4 juin 1967      | Kampala     | Ouganda - République arabe unie | 0-1   | Qualifications à la Coupe d'Afrique des nations 1968 (gr. 4)     |
| 3  | 1er mars 1974    | Le Caire    | Égypte - Ouganda                | 2-1   | Coupe d'Afrique des nations 1974 (gr. A)                         |
| 4  | 3 mars 1976      | Addis-Abeba | Égypte - Ouganda                | 2-1   | Coupe d'Afrique des nations 1976 (gr. A)                         |
| 5  | 21 janvier 1995  | Kampala     | Ouganda - Égypte                | 0-0   | Qualifications à la Coupe d'Afrique des nations 1996 (gr. 4)     |
| 6  | 30 juillet 1995  | Alexandrie  | Égypte - Ouganda                | 6-0   | Qualifications à la Coupe d'Afrique des nations 1996 (gr. 4)     |
| 7  | 20 août 2002     | Alexandrie  | Égypte - Ouganda                | 2-0   | Match amical                                                     |
| 8  | 8 janvier 2005   | Le Caire    | Égypte - Ouganda                | 3-0   | Match amical                                                     |
| 9  | 27 décembre 2005 | Le Caire    | Égypte - Ouganda                | 2-0   | Tournoi amical                                                   |
| 10 | 8 janvier 2011   | Le Caire    | Égypte - Ouganda                | 1-0   | Tournoi du bassin du Nil (gr. A)                                 |
| 11 | 17 janvier 2011  | Le Caire    | Égypte - Ouganda                | 3-1   | Tournoi du bassin du Nil (finale)                                |
| 12 | 29 mars 2012     | Khartoum    | Égypte - Ouganda                | 2-1   | Match amical                                                     |
| 13 | 2 octobre 2013   | El Gouna    | Égypte - Ouganda                | 3-0   | Match amical                                                     |
| 14 | 21 janvier 2017  | Port-Gentil | Égypte - Ouganda                | 1-0   | Coupe d'Afrique des nations 2017 (gr. D)                         |
| 15 | 31 août 2017     | Kampala     | Ouganda - Égypte                | 1-0   | Éliminatoires de la Coupe du monde 2018 : zone Afrique, groupe E |
| 16 | 5 septembre 2017 | Alexandrie  | Égypte - Ouganda                | 1-0   | Éliminatoires de la Coupe du monde 2018 : zone Afrique, groupe E |
| 17 | 30 juin 2019     | Le Caire    | Égypte - Ouganda                | 2-0   | Coupe d'Afrique des nations 2019 (gr. A)                         |

#### Bilan
Au 30 juin 2019 :
- Total de matchs disputés : 17
- Victoires de l'Ouganda : 1
- Matchs nuls : 1
- Victoires de l'Égypte : 15
- Total de buts marqués par l'Ouganda : 6
- Total de buts marqués par l'Égypte : 33

## P

### Pays-Bas
Confrontations entre l'Égypte et les Pays-Bas :
| Date         | Lieu               | Match             | Score | Compétition                                |
| 14 juin 1928 | Rotterdam Pays-Bas | Pays-Bas - Égypte | 1-2   | JO 1928                                    |
| 12 juin 1990 | Palerme Italie     | Pays-Bas - Égypte | 1-1   | Coupe du monde de football 1990 (1er tour) |

Bilan
- Total de matchs disputés : 2
- Victoires de l'équipe des Pays-Bas : 0
- Victoires de l'équipe d'Égypte : 1
- Match nul : 1

### Pologne
Confrontations entre l'équipe d'Égypte de football et l'équipe de Pologne de football : 
| Date            | Lieu            | Match            | Score | Compétition  |
| 3 décembre 1991 | Le Caire Égypte | Égypte - Pologne | 4-0   | Match amical |
| 5 décembre 1991 | Le Caire Égypte | Égypte - Pologne | 0-0   | Match amical |

Bilan
- Total de matchs disputés : 2
- Victoires de l'équipe de Pologne : 0
- Victoires de l'équipe d'Égypte : 1
- Matchs nuls : 1

### Portugal
Confrontations entre le Portugal et l'Égypte :
| Date             | Lieu                   | Match             | Score | Compétition          |
| 4 juin 1928      | Amsterdam Pays-Bas     | Portugal - Égypte | 1-2   | Jeux olympiques 1928 |
| 23 décembre 1955 | Le Caire Égypte        | Égypte - Portugal | 0-4   | Match amical         |
| 17 août 2005     | Ponta Delgada Portugal | Portugal - Égypte | 2-0   | Match amical         |
| 28 mars 2018     | Zurich Suisse          | Portugal - Égypte | 2-1   | Match amical         |

Bilan
- Total de matchs disputés : 4
- Victoires de l'équipe du Portugal : 3
- Victoires de l'équipe d'Égypte : 1
- Match nul : 0

## R

### République centrafricaine

#### Confrontations
Confrontations entre la République centrafricaine et l'Égypte :
|   | Date         | Lieu       | Match                              | Score | Compétition                                                     |
| - | ------------ | ---------- | ---------------------------------- | ----- | --------------------------------------------------------------- |
| 1 | 15 juin 2012 | Alexandrie | Égypte - République centrafricaine | 2-3   | Qualifications à la Coupe d'Afrique des nations 2013 (1er tour) |
| 2 | 30 juin 2012 | Bangui     | République centrafricaine - Égypte | 1-1   | Qualifications à la Coupe d'Afrique des nations 2013 (1er tour) |

#### Bilan
Au 19 avril 2019 :
- Total de matchs disputés : 2
- Victoires de la République centrafricaine : 1
- Matchs nuls : 1
- Victoires de l'Égypte : 0
- Total de buts marqués par la République centrafricaine : 4
- Total de buts marqués par l'Égypte : 3

### République démocratique du Congo

#### Confrontations
Confrontations entre la république démocratique du Congo et l'Égypte :
|   | Date             | Lieu       | Match                                     | Score    | Compétition                                                             |
| - | ---------------- | ---------- | ----------------------------------------- | -------- | ----------------------------------------------------------------------- |
| 1 | 12 février 1970  | Wad Madani | République arabe unie - Congo Kinshasa    | 1-0      | Coupe d'Afrique des nations 1970 (gr. B)                                |
| 2 | 14 janvier 2004  | Port-Saïd  | Égypte - République démocratique du Congo | 2-2      | Match amical                                                            |
| 3 | 3 février 2006   | Le Caire   | Égypte - République démocratique du Congo | 4-1      | Coupe d'Afrique des nations 2006 (quart de finale)                      |
| 4 | 1er juin 2008    | Le Caire   | Égypte - République démocratique du Congo | 2-1      | Éliminatoires de la Coupe du monde 2010, zone Afrique, 2e tour (gr. 12) |
| 5 | 7 septembre 2008 | Kinshasa   | République démocratique du Congo - Égypte | 0-1      | Éliminatoires de la Coupe du monde 2010, zone Afrique, 2e tour (gr. 12) |
| 6 | 11 août 2010     | Le Caire   | Égypte - République démocratique du Congo | 6-3      | Match amical                                                            |
| 7 | 2 mars 2012      | Doha       | Égypte - République démocratique du Congo | 0-0      | Match amical                                                            |
| 8 | 26 juin 2019     | Le Caire   | Égypte - République démocratique du Congo | 2-0      | Coupe d'Afrique des nations 2019 (gr. A)                                |
| 9 | 28 JAN 2024      | San-Pédro  | Égypte - République démocratique du Congo | 1-1(7-8) | CAN 2024 . (1/8 DE FINALE)                                              |

#### Bilan
- Total de matchs disputés : 9
- Victoires de la république démocratique du Congo : 1
- Matchs nuls : 2
- Victoires de l'Égypte : 6
- Total de buts marqués par la république démocratique du Congo : 16
- Total de buts marqués par l'Égypte : 26

### Russie
Confrontations entre l'équipe d'Égypte de football et l'équipe de Russie de football : 
| Date              | Lieu                     | Match           | Score | Compétition                    |
| 19 juin 2018      | Saint-Pétersbourg Russie | Russie - Égypte | 3-1   | Coupe du monde 2018 (Groupe A) |
| 7 septembre 2023  | Suez                     | Égypte - Russie | 1-1   | Match amical                   |
| 11 septembre 2023 | Suez                     | Égypte - Russie | 2-1   | Match amical                   |

Bilan
- Total de matchs disputés : 1
- Victoires de l'équipe d'Égypte : 1
- Victoires de l'équipe de Russie : 1
- Match nul : 1

## S

### Sénégal
Confrontations entre l'équipe d'Égypte de football et l'équipe du Sénégal de football :
| Date             | Lieu     | Match            | Score     | Compétition                                             |
| 7 mars 1986      | Le Caire | Sénégal - Égypte | 1-0       | CAN 1986 (1er tour)                                     |
| 2 août 1987      | Nairobi  | Égypte - Sénégal | 1-0       | Jeux africains de 1987 (1er tour)                       |
| 25 janvier 1997  | Dakar    | Sénégal - Égypte | 0-0       | Qualifications pour la CAN 1998                         |
| 13 juillet 1997  | Le Caire | Égypte - Sénégal | 2-0       | Qualifications pour la CAN 1998                         |
| 28 janvier 2000  | Kano     | Égypte - Sénégal | 1-0       | CAN 2000 (1er tour)                                     |
| 9 juillet 2000   | Dakar    | Sénégal - Égypte | 0-0       | Qualifications pour la Coupe du monde 2002 (Tour final) |
| 6 mai 2001       | Le Caire | Égypte - Sénégal | 1-0       | Qualifications pour la Coupe du monde 2002 (Tour final) |
| 20 janvier 2002  | Bamako   | Égypte - Sénégal | 0-1       | CAN 2002 (1er tour)                                     |
| 7 février 2006   | Le Caire | Égypte - Sénégal | 2-1       | CAN 2006 (Demi-finale)                                  |
| 5 septembre 2014 | Dakar    | Sénégal - Égypte | 2-0       | Qualifications pour la CAN 2015                         |
| 15 novembre 2014 | Le Caire | Égypte - Sénégal | 0-1       | Qualifications pour la CAN 2015                         |
| 6 Février 2022   | Yaoundé  | Sénégal - Égypte | 0-0 (4-2) | CAN 2022 (Finale)                                       |
| 23 Mars 2022     | Le Caire | Égypte - Sénégal | 1-0       | Éliminatoires coupe du monde 2022                       |
| 29 Mars 2022     | Dakar    | Sénégal - Égypte | 1-0 (3-1) | Éliminatoires coupe du monde 2022                       |

Bilan
- Total de matchs disputés : 14
- Victoires de l'équipe d'Égypte : 6
- Victoires de l'équipe du Sénégal : 6
- Matchs nuls : 2

### Sierra Leone

#### Confrontations
Confrontations entre la Sierra Leone et l'Égypte :
|   | Date             | Lieu     | Match                 | Score | Compétition                                                  |
| - | ---------------- | -------- | --------------------- | ----- | ------------------------------------------------------------ |
| 1 | 5 septembre 2010 | Le Caire | Égypte - Sierra Leone | 1-1   | Qualifications à la Coupe d'Afrique des nations 2012 (gr. G) |
| 2 | 3 septembre 2011 | Freetown | Sierra Leone - Égypte | 2-1   | Qualifications à la Coupe d'Afrique des nations 2012 (gr. G) |
| 3 | 19 Novembre 2023 | Freetown | Sierra Leone - Égypte | 0-2   | FIFA 2026 Qualification                                      |
|   | 24 Mars 2025     | Le Caire | Égypte - Sierra Leone |       | FIFA 2026 Qualification                                      |

#### Bilan
- Total de matchs disputés : 3
- Victoires de la Sierra Leone : 1
- Matchs nuls : 1
- Victoires de l'Égypte : 1
- Total de buts marqués par la Sierra Leone : 3
- Total de buts marqués par l'Égypte : 4

### Slovaquie
Confrontations entre l'équipe d'Égypte de football et l'équipe de Slovaquie de football.
| Date           | Lieu                        | Match              | Score | Compétition    |
| 4 février 1994 | Charjah Émirats arabes unis | Slovaquie - Égypte | 0-1   | Tournoi Amical |

Bilan
- Total de matchs disputés : 1
- Victoires de l'équipe d'Égypte : 1
- Victoires de l'équipe de Slovaquie : 0
- Matchs nuls : 0

### Soudan
Confrontations entre l'équipe d'Égypte de football et l'équipe de Soudan de football :
| Date     | Lieu    | Match           | Score | Compétition      |
| -------- | ------- | --------------- | ----- | ---------------- |
| 26.01.08 | Komasi  | Égypte - Soudan | 3-0   | CAN 2008         |
| 4/12/21  | Doha    | Soudan-Égypte   | 0-5   | Coupe Arabe 2021 |
| 19.01.22 | Yaoundé | Égypte - Soudan | 1-0   | Can 2022         |

### Suisse
Confrontations entre l'équipe d'Égypte de football et l'équipe de Suisse de football : 
| Date             | Lieu            | Match           | Score | Compétition  |
| 14 décembre 1988 | Le Caire Égypte | Égypte - Suisse | 1-3   | Match amical |

Bilan
- Total de matchs disputés : 1
- Victoires de l'équipe de Suisse : 1 (100 %)
- Victoires de l'équipe d'Égypte : 0 (0 %)
- Match nul : 0 (0 %)

Confrontations entre l'équipe d'Égypte de football et l'équipe de Suisse de football :

## U

### Uruguay
Confrontations entre l'équipe d'Égypte de football et l'équipe d'Uruguay de football : 
| Date         | Lieu                  | Match            | Score | Compétition                    |
| 16 août 2006 | Alexandrie Égypte     | Égypte - Uruguay | 0-2   | Match amical                   |
| 15 juin 2018 | Iekaterinbourg Russie | Égypte - Uruguay | 0-1   | Coupe du monde 2018 (Groupe A) |

Bilan
- Total de matchs disputés : 2
- Victoires de l'équipe d'Égypte : 0
- Victoires de l'équipe d'Uruguay : 2
- Match nul : 0

## Z

### Zimbabwe

#### Confrontations
Confrontations entre le Zimbabwe et l'Égypte :
|    | Date              | Lieu       | Match             | Score | Compétition                                                      |
| -- | ----------------- | ---------- | ----------------- | ----- | ---------------------------------------------------------------- |
| 1  | 28 août 1984      | Le Caire   | Égypte - Zimbabwe | 1-0   | Tours préliminaires à la Coupe du monde 1986 (1er tour)          |
| 2  | 30 septembre 1984 | Harare     | Zimbabwe - Égypte | 1-1   | Tours préliminaires à la Coupe du monde 1986 (1er tour)          |
| 3  | 20 décembre 1992  | Harare     | Zimbabwe - Égypte | 2-1   | Tours préliminaires à la Coupe du monde 1994 (1er tour - gr. C)  |
| 4  | 15 avril 1993     | Lyon       | Égypte - Zimbabwe | 0-0   | Tours préliminaires à la Coupe du monde 1994 (1er tour - gr. C)  |
| 5  | 22 novembre 1995  | Pretoria   | Égypte - Zimbabwe | 2-2   | Match amical                                                     |
| 6  | 29 juin 1999      | Harare     | Zimbabwe - Égypte | 1-1   | Match amical                                                     |
| 7  | 25 janvier 2004   | Sfax       | Zimbabwe - Égypte | 1-2   | Coupe d'Afrique des nations 2004 (gr. C)                         |
| 8  | 24 mai 2004       | Le Caire   | Égypte - Zimbabwe | 2-0   | Match amical                                                     |
| 9  | 5 janvier 2006    | Alexandrie | Égypte - Zimbabwe | 2-0   | Match amical                                                     |
| 10 | 26 mars 2013      | Alexandrie | Égypte - Zimbabwe | 2-1   | Éliminatoires de la Coupe du monde 2014 : zone Afrique, groupe G |
| 11 | 9 juin 2013       | Harare     | Zimbabwe - Égypte | 2-4   | Éliminatoires de la Coupe du monde 2014 : zone Afrique, groupe G |
| 12 | 21 juin 2019      | Le Caire   | Égypte - Zimbabwe | 1-0   | Coupe d'Afrique des nations 2019 (gr. A)                         |

#### Bilan
Au 24 juin 2019 :
- Total de matchs disputés : 12
- Victoires du Zimbabwe : 1
- Matchs nuls : 4
- Victoires de l'Égypte : 7
- Total de buts marqués par le Zimbabwe : 10
- Total de buts marqués par l'Égypte : 20